# Liang Shuming

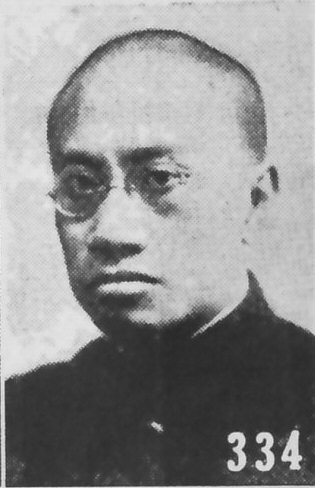
Liang Shuming

Liang Shuming (en chino, 梁漱溟; pinyin, Liáng Shùmíng, Wade-Giles Liang Shu-ming; a veces Liang Sou-ming), 18 de octubre de 1893 – 23 de junio de 1988), nacido Liang Huanding (梁焕鼎), nombre de cortesía Shouming (壽銘), fue un erudito y filósofo confuciano chino, y líder del Movimiento de Reconstrucción Rural. Se alineó con la crítica de la civilización moderna (occidental) que hicieron otros pensadores como Liang Qichao y en las décadas de 1920 y 1930 fue el confuciano más famoso de China.

## Vida y pensamiento
Se educó en colegios de estilo occidental y se especializó en filosofía india. En 1921 escribió una obra que tuvo un gran impacto titulada Las culturas oriental y occidental y sus filosofías en la que analizaba la civilización occidental, cuyo «materialismo» contraponía a la espiritualidad del budismo y del confucianismo orientales. Reconocía los avances de Occidente, pero destacaba la ausencia de una concepción más amplia de la humanidad como proponía el confucianismo y su falta de una ética social, debido a la prioridad que se concedía al interés propio individual, un principio que a su juicio compartían tanto la democracia como el comunismo. Decía que Occidente había creado la ciencia moderna pero también la Máquina, a la que a imitación de Gandhi, a quien admiraba, llamaba el «diablo del mundo moderno». Frente a todo eso la antigua cultura china, según Liang Shuming, aún tenía cosas que ofrecer al mundo como «la armonía y la moderación de las ideas y de los deseos».
La defensa que hacía en el libro de las filosofías orientales le valió los ataques de los sectores radicales partidarios de la occidentalización de China, que también criticaban por el mismo motivo a Liang Qichao. Se cree que el relato Kong Yiji de Lu Xun puede considerarse como una réplica al libro de Liang Shuming, pues cuenta la historia de un erudito fracasado, ladronzuelo y aprovechado llamado Kong (el apellido de Confucio).
En 1928 se hizo cargo de la dirección de la Escuela Media de Guangya de Guangdong.
En la década de 1930 fundó una comunidad rural utópica en Shandong, basada en los principios confucianos —e influida por las comunidades autosuficientes y morales que propugnaba Gandhi—, y que debía servir modelo a todas las aldeas chinas. Así fue como nació el Movimiento de Reconstrucción Rural. En 1938 fue a visitarlo Mao Zedong con quien mantuvo largas conversaciones. Como dirigente del Movimiento de Reconstrucción Rural formó parte de la Liga Democrática de China.